# Shāhābād (ort i Indien, Uttar Pradesh, Rāmpur)
Shāhābād är en ort i Indien.   Den ligger i distriktet Rāmpur och delstaten Uttar Pradesh, i den norra delen av landet, 170 km öster om huvudstaden New Delhi. Shāhābād ligger 189 meter över havet och antalet invånare är 34 962.
Terrängen runt Shāhābād är mycket platt. Runt Shāhābād är det tätbefolkat, med 427 invånare per kvadratkilometer. Shāhābād är det största samhället i trakten. Trakten runt Shāhābād består till största delen av jordbruksmark.